# 托尔托莱斯德埃斯格瓦
托尔托莱斯德埃斯格瓦，是西班牙卡斯蒂利亚-莱昂布尔戈斯省的一个市镇。总面积79平方公里，总人口542人（2001年），人口密度7人/平方公里。